# Herbert Andrewartha
Herbert George Andrewartha (né le 21 décembre 1907 – mort le 27 janvier 1992) est un scientifique australien spécialisé en entomologie, biologie, zoologie et écologie,. Il est l'un des écologistes australien les plus influents du XXe siècle.

## Biographie
Andrewartha naît le 21 décembre 1907 à Perth (Australie-Occidentale) de George et Elsie Andrewartha. Il est le deuxième de trois enfants. Son père est professeur et la famille déménage fréquemment d'école en école dans l'Australie-Occidentale rurale.
Andrewartha obtient un baccalauréat en agriculture de l'université d'Australie-Occidentale et un doctorat de l'université d'Adélaïde.
En 1933, Andrewartha commence son étude des thrips de la pomme, Thrips imagines, mais change de sujet par la suite pour se concentrer sur les sauterelles, Austroicetes, lorsqu'il déménage à Adélaïde en 1935. Ce sera l'objet de sa première publication avec son ancien étudiant Charles Birch en 1941, The influence of weather on grasshopper plagues in South Australia.
En 1934, il épouse Hattie Vevers Steele à Melbourne en 1934.
En 1945, lors du décès de son mentor James Davidson, Andrewartha hérite de quinze ans de données sur les trips de la pomme. Après plusieurs années d'analyse statistique, Andrewartha et Birch démontrent de fortes connexions entre la physiologie, les populations ainsi que d'autres facteurs environnementaux. Cela mène à la publication de deux livres : The Distribution and Abundance of Animals (1954) et The Ecological Web (1984),.
Andrewartha prend sa retraite en 1972. En 1975, il fait une attaque, mais continue d'écrire son dernier livre avec Birch. Il meurt le 27 janvier 1992 à l'âge de 84 ans.

## Œuvres
- 1954 : The Distribution and Abundance of Animals. Chicago: University of Chicago Press (avec Charles Birch)
- 1961 : Introduction to the Study of Animal Populations. Chicago: University of Chicago Press; London: Methuen & Co  (ISBN 0-416-64030-3)
- 1971 : --do.--2nd ed. Chicago: University of Chicago Press; London: Methuen & Co  (ISBN 0-226-02029-0)
- 1984 : The Ecological Web.  Chicago: University of Chicago Press  (ISBN 0-226-02033-9) (avec Charles Birch)